# 대한민국의 교원양성제도
근대적인 의미로서의 대한민국의 교원양성제도는 구한말의 사범학교 설립에 그 근원을 두고 있다.

## 역사

### 구한말
근대적 뜻으로 보는 교사의 양성은 구한말 시대인 1895년에 성립된 한성사범학교를 필두로 시작되었다고 볼 수 있다. 이는 설립 시기로 보아 배재학당이나 이화학당에 10년 정도 뒤떨어지고 있으나, 정식으로 교원을 양성하는 기관으로서는 처음이라고 보겠다. 편제상 본과와 속성과를 두되, 본과는 2년, 속성과는 6개월이었고, 교과내용으로는 수신(修身)·한글·한문·역사·지리·수학·물리·화학·박물·습자 및 체조 등 일반과목과 교육이라는 교직내용의 과목이 있었다. 학생의 연령은 18세부터 25세까지였고, 국비로 숙식까지 지급되었으나 설비가 미비하여 처음에는 정원인 50명을 채우지 못하였다. 더욱이 25명 정도밖에 수용치 못하는 한 개의 교실로 운영되었기에 그 설비가 극히 미약하였음을 짐작할 수 있다.
《1904년》에 한일협정이 체결되면서 소위 고문정치가 시작되고 사범학교도 간섭을 받게 되니, 1906년에 칙령으로서 사범학교는 보통학교 교원의 양성기관으로서 수업연한이 3년으로 바뀌었다.

### 일제 강점기
다시 1922년에 '조선교육령'에 의해 일본과 비슷한 학제가 채택되어, 사범학교는 일반 고등보통학교와 같은 수준이 되었다. 1925년에 집계된 사범학교의 수와 학생의 수를 보면 관립(官立) 1개교에 학생 184명, 공립 13개교에 학생 1,512명이었다. 한편 중등학교 교사양성을 위해서는 정규과정보다는 양성소를 통한 제도가 채택되었다. 예컨대 1927년 수원고등농림학교 부설로 설치된 '실습보습학교－교원양성소'를 들 수 있는 데, 이는 현직의 초등학교 교원을 대상으로 하여 1년간의 교육 후에 농업교사의 자격을 부여하였다. 또한 사립중고등학교 교원을 양성하기 위해서는 사립전문학교의 졸업자에게 사립중등학교의 교원자격증을 수여하였다. 그 후 각 과목의 중등교사 양성을 위해서는 지리·박물교원양성소, 수학교원양성소, 물리·화학교원양성소 등이 있었다.

### 해방 이후
1945년 해방 직후 초·중등학교는 초등교원의 40% 이상과 중등교원의 과반수를 차지하고 있던 일본인이 물러남으로써 부족한 교사를 메꾸기 위한 노력이 구체화되었다. 해방 후 격증하는 국민의 교육열에 대응하여 새로운 많은 학교의 설립과 더불어 교사의 질적 향상에도 큰 관심이 두어졌다.
1946년 8월 《국립서울대학교 설치에 관한 법령》의 공포와 더불어 경성사범학교와 경성여자사범학교가 사범대학으로 승격·합병되었으니, 이가 곧 한국 최초의 정규 중등교원 양성기관이 된다.
1948년에는 공주사범대학이 신설되어 역시 중등교원양성의 임무를 담당하였고, 경북대학교 사범대학, 이화여자대학교 사범대학 등이 생겼다. 그러나 부족되는 중등교사의 수요를 메꾸기 위해서는 양성소의 출현이 불가피하였으니, 각 실과대학에 부설로 양성소가 설치되어 교사양성이 이루어졌다. 1948년부터 1960년 사이에는 교육법이 제정·시행되었고 초등교사 양성체제가 다소 정비되어 가면서 중등교사 양성체제가 구체적인 제도로 모습을 갖추기 시작하였다.
1962년에는 고등학교 수준이었던 사범학교가 개편되어 수업연한 2년제의 교육대학으로 승격하여, 보다 질적 충실을 기하는 초등교원 양성기관으로 임무를 수행하기에 이르렀다.
1967년에 이르러 다시 교원수급의 원활을 기하기 위하여 임시 교원양성소가 부활되어, 초등교원의 양성을 위해서는 교육대학 부설로 단기 준교사 및 정교사 양성반이 생기었고, 중등교원의 양성을 위해서는 조선대학교 사범대학을 위시하여 전국의 13개 대학에 부설 중등교원 양성소가 설치되어 교사의 수급을 원활하게 하였다.
1970년대 중반 이후 임시 교원양성기관은 교육대학·사범대학 등 정규 교원양성기관이 수급에 충분한 역할을 담당하게 되어 점차 기능이 정지되기 시작했으며 우수교원의 확보와 자질향상을 위해 1981년 2월 교육법 개정으로 교육대학은 4년제로 개편되었다(개편 완료는 1985년). 이미 1978년에는 초등교원 수급 조절을 위해 기존 16개 교육대학을 11개 교로 축소조정하는 대신에 학과별 정원을 증가시켰다. 따라서 1980년대의 교원양성기관은 4년제 《교육대학》과 《사범대학》, 대학과 전문대학에 설치되는 교직과정이었는데, 1984년 3월 15일 '한국교원대학교 설치령' 공포로 설립된 《한국교원대학교》가 1985년 3월 6일 개교해 전기를 맞게 되었다.

## 교원 양성 기관 및 과정

### 교육대학
교육대학(敎育大學)은 초등학교 교원의 양성을 목적으로 하며 수업연한은 4년으로 법제상 국립 또는 공립이다. 교육대학의 교과는 일반교양과목과 교직과목으로 하되 일반교양 과목은 인문과학·사회과학·자연과학 및 예·체능의 각 계열에 속하는 과목으로 균형있게 편성되고 교직과목은 교원으로서 국민교육의 이념과 그 실천방도의 터득에 필요한 과목으로 편성된다. 이수단위·학위수여 등은 대학에 준하고 다만 교육대학의 학생에게는 4주 이상의 교육실습이 과해진다. 1980년대 중반 이후 남학생의 지원이 감소하면서 교원의 성비 구성이 다소 불안정하여 50 정도의 성비에 맞게 남녀 입학생 수를 따로 정하여 선발하고 있다.
2013년 3월을 기준으로 초등교사 양성기관은 서울·부산·인천·춘천·청주·공주·전주·광주·대구·진주교육대학교 등 국립 교육대학교 10개와 제주대학교 교육대학, 한국교원대학교 초등교육과, 이화여대 초등교육과를 포함하여 13개가 있다.

### 사범대학
사범대학(師範大學)은 중등교원의 양성을 목적으로 하며 수업연한은 4년이다. 국립·공립·사립의 대학교에 단과대학으로 설치되거나 독립된 대학으로 설치되는데, 현재는 전자의 형태를 취하고 있으며 교과·이수단위 등은 대학에 준한다. 교육법에서는 "특별한 필요가 있을 때에는 대통령령이 정하는 바에 따라 교원의 양성을 목적으로 하는 교육과를 대학에 둘 수 있다"고 정하고 있는데, 사범대학의 개설학과와 합해서 통칭 사범계 학과로 지칭하며 2017년 현재 375개 전공학과 36,910명이 있다.

### 임시교원양성소
임시교원양성소(臨時敎員養成所)는 교육법상 "교육부장관은 대통령령이 정하는 바에 의하여 임시로 교원양성기관을 설치 또는 인가할 수 있다"는 규정에 근거해 설치되며 주로 교원수급의 필요성에 의해 운용된다. 1970년대 초반까지 초·중등교원의 부족을 보충하기 위하여 수차례 개설되었으나 그 후 교육대학·사범대학 등 정규 교원양성기관의 활성화로 법제적 규정만이 존치되어 오고 있다.
1978년 12월 개정된 임시교원양성소 규정에 의하면 그 종별은 임시 초등학교교원양성소(초등교원양성소)와 임시 중등학교교원양성소(중등교원양성소)의 2가지로 초등교원양성소에는 정교사반과 준교사반이 개설되었다. 초등교원양성소의 입소자격은 2가지로 정교사반은 전문대학졸업자 또는 동등 이상의 학력이 있다고 인정되는 자이고 준교사반은 고등학교 졸업자 또는 동등 이상의 학력이 있다고 인정되는 자이다. 교육기간은 4월 이상 1년 이하의 범위 안에서 교육부장관이 정하며 교육기간을 분할하여 실시할 수 있도록 정하고 있다.

### 교직과정
교직과정(敎職課程)은 교원자격검정령에 근거한 교원양성제도이다. 동령에 의하면 "대학은 교육부장관의 승인을 받아 교원자격증의 취득을 위한 교직과정을 설치할 수 있으며 그 과목과 학점 기타 설치기준에 관하여는 교육부령으로 정하되 대학의 교직과정 학점은 16학점 이상으로 하고 전문대학의 교직과정 학점은 14학점 이상으로 한다"고 정하고 있다. 2급 정교사 자격을 검정하는 대학 교직과정의 구성은 교직이론, 교직소양, 교육실습, 교과교육으로 되어 있으며 각 영역에서 일정 학점 이상을 수강해야 한다. 교육부 통계자료에 의하면 중등교원의 구성비에 있어서 《사범대학》 출신자에 이어 《교직과정》 이수자가 제2위를 점하고 있다. 교직과정을 설치한 학교는 2017년을 기준으로 149개 대학 2,101개 학과이다.

### 한국교원대학교
한국교원대학교(韓國敎員大學校)는 1984년 3월 15일 공표된 《한국교원대학교설치령》(대통령령 제 11382호)에 근거해 유치원·초등학교·중학교·고등학교 등의 교원양성과 교원의 교육 및 교육연구 기능에 관한 사항을 담당하기 위하여 설치된 국립교원양성기관이다. 1985년 3월 6일 충청북도 청원군에서 개교했으며 단과대학으로 제1대학·제2대학 및 제3대학이 설치되어 있고 대학원이 설치되어 있다. 한국교원대학교는 교원양성을 위한 목적을 달성하기 위하여 교육의 기회균등과 자율성을 보장함을 운영원칙으로 하며 학생에 대하여는 수업료와 입학금이 면제되고 학비의 일부를 국고에서 지급한다.
부속기관으로 종합교원연수원·교육연구원·도서관·사도교육원·신문방송사·교육정보원·교육박물관·유아교육원·황새생태연구원·영재교육원등이 설치되어 있으며 유치원·초등학교·중학교·고등학교가 부설되어 있다.

### 교육대학원 및 대학원 교육과
교육대학원 또는 교육부장관이 지정하는 대학원 교육과(현재는 서울대학교와 한국교원대학교만이 지정되어 있음)에서 석사학위를 받은 자에게는 중등학교 정교사 2급 자격이, 1년 이상의 교육경력이 있는 자에게는 중등학교 정교사 1급 자격이 부여된다. 또한 교육대학원 또는 교육부장관이 지정하는 대학원의 교육과에서 초등교육과정을 전공하고 석사학위를 받은 자에게는 초등학교 정교사 2급 자격이, 초등학교 정교사 2급 자격증을 소지하고 교육대학원 또는 교육부장관이 지정하는 대학원 교육과에서 초등교육과정을 전공하여 석사학위를 받은 자로서 1년 이상의 교육경력이 있는 자에게는 초등학교 정교사 1급 자격이 부여된다. 2017년 기준 교육대학원 수는 109개교, 1,237개 학과이고, 2013년 기준 교육대학원과 대학원에 개설되어 있는 사범계 및 교육계 학과는 1813개 학과로 75759명이 재적되어 있는 상태이다.

### 상급자격증 취득을 위한 재교육
교원의 자격은 교과교원의 경우 각급학교별로 준교사·정교사 2급·정교사 1급의 3단계로 나뉘고 그 위에 교감(원감)·교장(원장)의 2단계로 나뉘어 총 5단계의 피라미드 구조를 이루고 있다. 상급자격증의 취득이라 함은 기존의 자격에서 차상급의 자격을 취득하는 것으로서 정교사 2·1급과 교감(원감)·교장(원장) 과정이 있으며, '교원자격검정령'에서는 상급자격증의 취득을 위한 재교육과 강습에 대하여 다음과 같이 정하고 있다.
① 교육공무원법 제39조의 규정에 의한 연수기관에서 15학점 이상의 학점을 취득하고 총학점 평균성적이 60점 이상일 것,
② 교육부장관이 지정하는 연수기관에서 상급자격증의 취득을 위한 연수과정을 180시간 이상 이수하고 총 평균성적이 60점 이상일 것이며 재교육 또는 강습이 교원자격의 취득을 전제로 하는 때에는 그 자격증을 취득한 이후의 것이어야 한다.

## 교원의 연수
교원의 연수는 종별에 따라 일반연수와 자격연수로 나뉘며 직류·자격에 따라 그 내용·기간에 차이가 있다. 교육공무원법에서는 교육공무원에게는 연수기관에서 재교육을 받거나 연수할 기회가 균등히 부여되어야 하며 교육공무원은 그 직책을 수행하기 위하여 부단히 연구와 수양에 노력하여야 하고 국가·지방자치단체는 교육공무원의 연수와 그에 필요한 시설 및 장려에 관한 계획을 수립하여 그 실시에 노력하여야 한다고 정하고 있다. 또한 교육기관·교육행정기관·교육연구기관의 장은 정기·수시로 그 소속 교육공무원의 재교육 및 연수의 실적을 평정하여 인사관리에 반영하도록 정하고 있다.

## 교원의 임용
- 교원임용시험

## 앞으로의 과제
한국의 교사교육은 외형적인 체제확립 외에 내적인 충실의 문제가 뒤따라야 하기 때문에, 방법과 내용면에 있어서 미비한 점이 있다고 지적된다. 교육열의 향상으로 말미암아 우수한 교사 양성이 교사교육의 시급한 과제로 대두되고 있다. 당면한 교사교육의 과제를 그 원칙적인 면에서 간추려 보면 대략 다음과 같다.
- 새로운 시대에 호응할 수 있는 교직관의 확립이 필요하다.
- 전문직으로서 임하여야 할 교사의 질적 향상을 도모하여야 한다.
- 직전 및 현직교육에 있어 책임성있는 교육이 실시되어야 한다.
- 이론 위주의 교육에서 탈피하여 실제 사용 가능한 교과과정이 마련되어야 한다.

## 같이 보기
- 교원양성제도
- 교육 대학
- 한국교원대학교

### 관련 법률
- 유아교육법
- 초ㆍ중등교육법
- 교육공무원법
- 교원자격검정령